# 1876
| [ Edytuj tabelę ]              | |
| Król Polski (tytularny)        | - 1855 Aleksander II Romanow 1881 |
| Emir Afganistanu               | - 1867 Szer Ali Chan 1879 |
| Współksiążęta Andory           | - 1853 Josep Caixal i Estradé 1879 - 1873 Patrice Mac-Mahon 1879 |
| Prezydent Argentyny            | - 1874 Nicolás Avellaneda 1880 |
| Cesarz Austrii                 | - 1848 Franciszek Józef I 1916 |
| Król Bawarii                   | - 1864 Ludwik II 1886 |
| Król Belgów                    | - 1865 Leopold II 1909 |
| Premier Belgii                 | - 1871 Jules Malou 1878 |
| Prezydent Boliwii              | - 1874 Tomás Frías 1876 - 1876 Hilarión Daza 1879 |
| Cesarz Brazylii                | - 1831 Pedro II 1889 |
| Sułtan Brunei                  | - 1852 Abdul Momin 1885 |
| Prezydent Chile                | - 1871 Federico Errázuriz Zañartu 1876 - 1876 Aníbal Pinto 1881 |
| Cesarz Chin                    | - 1875 Guangxu 1908 |
| Król Czech                     | - 1848 Franciszek Józef I 1916 |
| Król Danii                     | - 1863 Chrystian IX 1906 |
| Premier Danii                  | - 1875 Jacob Brønnum Scavenius Estrup 1894 |
| Dalajlama                      | - 1876 Thubten Gjaco 1933 |
| Prezydent Dominikany           | - 1874 Ignacio María González 1876 - 1876 rada państwa 1876 - 1876 Ulises Francisco Espaillat 1876 - 1876 Najwyższa Junta Rządowa 1876 - 1876 Ignacio María González 1876 - 1876 Marcos Antonio Cabral 1876 - 1876 Buenaventura Báez 1878                       |
| Władca Egiptu                  | - 1863 Isma’il Pasza 1879 |
| Premier Egiptu                 | - 1872 Taufik Pasza 1878 |
| Prezydent Ekwadoru             | - 1875 Antonio Borrero 1876 - 1876 Ignacio de Veintermilla 1883 |
| Cesarz Etiopii                 | - 1871 Jan IV Kassa 1889 |
| Prezydent Francji              | - 1873 Patrice Mac-Mahon 1879 |
| Premier Francji                | - 1875 Louis Buffet 1876 - 1876 Jules Dufaure 1876 - 1876 Jules Simon 1877 |
| Król Grecji                    | - 1863 Jerzy I 1913 |
| Prezydent Gwatemali            | - 1873 Justo Rufino Barrios 1885 |
| Prezydent Haiti                | - 1874 Michel Domingue 1876 - 1876 Pierre Théoma Boisrond-Canal 1879 |
| Król Hawajów                   | - 1874 Kalākaua 1891 |
| Król Hiszpanii                 | - 1874 Alfons XII 1885 |
| Premier Hiszpanii              | - 1875 Antonio Cánovas del Castillo 1879 |
| Król Holandii                  | - 1849 Wilhelm III 1890 |
| Premier Holandii               | - 1874 Jan Heemskerk 1877 |
| Prezydent Hondurasu            | - 1873 Ponciano Leiva Madrid 1876 - 1875 José María Medina (p.o.) 1876 - 1876 Marcelino Mejía Serrano (p.o.) 1876 - 1876 Crescencio Gómez Valladares (p.o.) 1876 - 1876 Rada ministrów 1876 - 1876 José María Medina (p.o.) 1876 - 1876 Marco Aurelio Soto 1883 |
| Szach Iranu                    | - 1848 Naser ad-Din Szah 1896 |
| Król Irlandii                  | - 1837 Wiktoria Hanowerska 1901 |
| Cesarz Japonii                 | - 1867 Mutsuhito 1912 |
| Kalif                          | - 1861 Abdülaziz 1876 - 1876 Murad V 1876 - 1876 Abdülhamid II 1909 |
| Premier Kanady                 | - 1873 Alexander Mackenzie 1878 |
| Emir Kataru                    | - 1847 Muhammad ibn Sani 1878 |
| Prezydent Kolumbii             | - 1874 Santiago Pérez 1876 - 1876 Aquileo Parra 1878 |
| Patriarcha Konstantynopola     | - 1873 Joachim II 1878 |
| Władca Korei                   | - 1863 Kojong 1907 |
| Prezydent Kostaryki            | - 1870 Tomás Guardia Gutiérrez 1876 - 1876 Aniceto Esquivel Sáenz 1876 - 1876 Vicente Herrera Zeledón (p.o.) 1877 |
| Emir Kuwejtu                   | - 1866 Abd Allah II 1892 |
| Prezydent Liberii              | - 1872 Joseph Jenkins Roberts 1876 - 1876 James Spriggs-Payne 1878 |
| Książę Liechtensteinu          | - 1858 Jan II Dobry 1929 |
| Wielki książę Luksemburga      | - 1849 Wilhelm III 1890 |
| Premier Luksemburga            | - 1874 Baron de Blochausen 1885 |
| Sułtan Maroka                  | - 1873 Hassan I 1894 |
| Prezydent Meksyku              | - 1872 Sebastián Lerdo de Tejada 1876 - 1876 Porfirio Díaz 1880 |
| Książę Monako                  | - 1856 Karol III 1889 |
| Król Nepalu                    | - 1847 Surendra 1881 |
| Premier Nepalu                 | - 1857 Jang Bahadur Rana 1877 |
| Cesarz Niemiec                 | - 1871 Wilhelm I Hohenzollern 1888 |
| Kanclerz Niemiec               | - 1871 Otto von Bismarck 1890 |
| Prezydent Nikaragui            | - 1875 Pedro Joaquín Chamorro Alfaro 1879 |
| Król Norwegii                  | - 1872 Oskar II 1905 |
| Premier Nowej Zelandii         | - 1875 Daniel Pollen 1876 - 1876 Julius Vogel 1876 - 1876 Harry Atkinson 1877 |
| Sułtan Omanu                   | - 1870 Turki ibn Sa’id 1888 |
| Papież                         | - 1846 Pius IX 1878 |
| Prezydent Paragwaju            | - 1874 Juan Bautista Gill 1877 |
| Prezydent Peru                 | - 1872 Manuel Pardo 1876 - 1876 Mariano Ignacio Prado 1879 |
| Król Portugalii                | - 1861 Ludwik 1889 |
| Król Prus                      | - 1861 Wilhelm I 1888 |
| Car Rosji                      | - 1855 Aleksander II 1881 |
| Książę Rumunii                 | - 1866 Karol I 1881 |
| Premier Rumunii                | - 1871 Lascăr Catargiu 1876 - 1876 Ion Emanuel Florescu 1876 - 1876 Manolache Costache Epureanu 1876 - 1876 Ion Brătianu 1881 |
| Król Saksonii                  | - 1873 Albert I Wettyn 1902 |
| Prezydent Salwadoru            | - 1871 Santiago González Portillo 1876 - 1876 Andrés del Valle 1876 - 1876 Rafael Zaldívar 1885 |
| Kapitanowie Regenci San Marino | - 1875 Pietro Tonnini Giuseppe Giacomini 1876 - 1876 Gaetano Belluzzi Sante Lonfernini 1876 - 1876 Settimio Belluzzi Michele Ceccoli 1877 |
| Książę Serbii                  | - 1868 Milan I Obrenowić 1882 |
| Prezydent Szwajcarii           | - 1876 Emil Welti 1876 |
| Król Szwecji                   | - 1872 Oskar II 1907 |
| Premier Szwecji                | - 1876 Louis De Geer 1880 |
| Król Tajlandii                 | - 1868 Chulalongkorn 1910 |
| Król Tonga                     | - 1875 Jerzy Tupou I 1893 |
| Premier Tonga                  | - 1876 Tēvita ʻUnga 1879 |
| Sułtan Turków                  | - 1861 Abdülaziz 1876 - 1876 Murad V 1876 - 1876 Abdülhamid II 1909 |
| Prezydent Urugwaju             | - 1875 Pedro Varela 1876 - 1876 Lorenzo Latorre 1880 |
| Prezydent USA                  | - 1869 Ulysses Grant 1877 |
| Prezydent Wenezueli            | - 1870 Antonio Guzmán Blanco 1877 |
| Król Węgier                    | - 1848 Franciszek Józef I 1916 |
| Premier Węgier                 | - 1875 Kálmán Tisza 1890 |
| Monarcha Wielkiej Brytanii     | - 1837 Wiktoria 1901 |
| Premier Wielkiej Brytanii      | - 1874 Benjamin Disraeli 1880 |
| Cesarz Wietnamu                | - 1847 Tự Đức 1883 |
| Król Włoch                     | - 1861 Wiktor Emanuel II 1878 |

Rok 1876 / MDCCCLXXVI
stulecia: XVIII wiek ~
XIX wiek ~
XX wiek

dziesięciolecia:
1840–1849 •
1850–1859 •
1860–1869 •
1870–1879
• 1880–1889
• 1890–1899
• 1900–1909

lata: 1866 «
1871 «
1872 «
1873 «
1874 «
1875 «
1876
» 1877
» 1878
» 1879
» 1880
» 1881
» 1886

## Wydarzenia w Polsce
- 16 sierpnia – w Rymanowie Zdroju odkryto źródła wód leczniczych.
- 18 sierpnia – otwarcie linii kolejowej Tarnów-Stróże-Nowy Sącz-Leluchów (dł. 146,3 km), należącej do Austriackich Kolei Państwowych.
- 16 października – utworzono uzdrowisko Rymanów-Zdrój.

## Wydarzenia na świecie
- 22 lutego – został założony prywatny Uniwersytet Johna Hopkinsa w Baltimore.
- 24 lutego – w Christianii odbyła się premiera dramatu Henrika Ibsena Peer Gynt, z muzyką skomponowaną na zamówienie przez Edvarda Griega.
- 5 marca – ukazało się pierwsze wydanie włoskiego dziennika „Corriere della Sera”.
- 10 marca – Alexander Graham Bell przeprowadził pierwszą rozmowę telefoniczną.
- 25 marca – Agostino Depretis został premierem Włoch.
- Marzec – bitwa pod Guray.
- Kwiecień – ludność Kanady przekroczyła 4 mln mieszkańców.
- 8 kwietnia – w mediolańskiej La Scali odbyła się premiera opery Gioconda Amilcare Ponchiellego.
- 21 kwietnia – francuski astronom Prosper Henry odkrył planetoidę (162) Laurentia.
- 23 kwietnia – Pierre Théoma Boisrond-Canal został prezydentem Haiti.
- 26 kwietnia:
  - francuski astronom Joseph Perrotin odkrył planetoidę (163) Erigone.
  - założono klub piłkarski Kjøbenhavns Boldklub.
- 30 kwietnia – w Budapeszcie otwarto Most Małgorzaty.
- 2 maja – Bułgarzy wzniecili antytureckie powstanie kwietniowe[1] (20 kwietnia według kalendarza juliańskiego).
- 18 maja – otwarto międzynarodową konferencję pokojową w Hadze z udziałem przedstawicieli 26 państw. Podczas spotkania uchwalono utworzenie Stałego Sądu Rozjemczego (późniejszy Trybunał Haski).
- 30 maja
  - Abdülaziz w wyniku puczu został zdjęty z tronu, Murad V został sułtanem tureckim[2].
  - car Aleksander II wydał ukaz emski, zakazujący używania języka ukraińskiego i nazwy Ukraina.
- 17 czerwca – wojna o Black Hills: Amerykanie starli się z plemionami Dakotów i Szejenów w bitwie o Rosebud.
- 25 czerwca – bitwa nad Little Bighorn między wojskami Stanów Zjednoczonych a Siuksami, w wyniku której życie stracił amerykański generał George Armstrong Custer.
- 1 lipca – Serbia wypowiedziała wojnę Turcji
- 2 lipca – Czarnogóra wypowiedziała wojnę Turcji
- 4 lipca – podczas uroczystości stulecia USA odczytano deklarację praw kobiet.
- 12 lipca – w Danii otwarto linię kolejową Svendborgbanen, łącząca Svendborg z Odense.
- 24 lipca – powódź zniszczyła Panamint City w Kalifornii, obecnie miasto duchów.
- 1 sierpnia – USA: Kolorado jako 38 stan dołączyło do Unii.
- 2 sierpnia – Dziki Zachód: rewolwerowiec Dziki Bill Hickok został zastrzelony w saloonie w Deadwood.
- 13 sierpnia – premiera Pierścienia Nibelunga Wagnera na Bayreuther Festspiele.
- 17 sierpnia – w Bayreuth odbyła się premiera czwartej i ostatniej części dramatu scenicznego Pierścień Nibelunga Richarda Wagnera.
- 31 sierpnia – Murad V został zdetronizowany z powodu zaburzeń psychicznych, Abdülhamid II został kolejnym sułtanem tureckim[3].
- 10 września – wojna o Black Hills: zwycięstwo armii amerykańskiej nad Dakotami w bitwie o Slim Buttes.
- 1 listopada – Holandia: otwarto Kanał Morza Północnego.
- 25 listopada – wojny z Indianami: bitwa Tępego Noża.
- 5 grudnia:
  - Amerykanin Daniel Stillson opatentował klucz nastawny do rur czyli żabkę.
  - około 300 osób zginęło w pożarze teatru na Brooklynie w Nowym Jorku.
- 23 grudnia:
  - w Turcji jako pierwszym kraju islamskim weszła w życie pisana konstytucja.
  - rozpoczęła się Konferencja Konstantynopolitańska, która doprowadziła do porozumienia w sprawie reform politycznych na Bałkanach.
- 29 grudnia – 92 osoby zginęły, a 56 zostało rannych w wyniku runięcia mostu wraz z przejeżdżającym po nim pociągiem pod Ashtabula w stanie Ohio.

## Urodzili się
- 1 stycznia:
  - Ernst Dubke, niemiecki taternik (zm. 1945)
  - William Harris, nowozelandzki rugbysta (zm. 1950)
- 3 stycznia – Wilhelm Pieck, wschodnioniemiecki polityk i działacz komunistyczny (zm. 1960)
- 4 stycznia – Amalie Weidner-Steinhaus, niemiecka poetka (zm. 1963)
- 5 stycznia – Konrad Adenauer, polityk niemiecki (zm. 1967)
- 9 stycznia:
  - Arthur Darby, brytyjski rugbysta, medalista olimpijski (zm. 1960)
  - Adolf Nowaczyński, polski poeta, eseista, satyryk i dramatopisarz (zm. 1944)
- 12 stycznia – Jack London, pisarz amerykański (zm. 1916)
- 15 stycznia – Jan Piłsudski, polski prawnik, polityk, minister skarbu, wicemarszałek Sejmu (zm. 1950)
- 19 stycznia – Milan Begović, chorwacki pisarz i dramaturg (zm. 1948)
- 20 stycznia – Józef Hofmann, polski pianista i kompozytor (zm. 1957)
- 23 stycznia:
  - Otto Diels, niemiecki chemik, noblista (zm. 1954)
  - Rupert Mayer, niemiecki jezuita, działacz antyhitlerowski, błogosławiony katolicki (zm. 1945)
- 7 lutego – Romuald Jałbrzykowski, polski duchowny katolicki, arcybiskup wileński (zm. 1955)
- 11 lutego – Eugenia Joubert, francuska zakonnica, błogosławiona katolicka (zm. 1904)
- 12 lutego – Thubten Gjaco, XIII dalajlama (zm. 1933)
- 14 lutego – Heikki Klemetti, fiński kompozytor i dyrygent (zm. 1953)
- 15 lutego – Ksawery Zakrzewski, polski lekarz, społecznik, działacz niepodległościowy (zm. 1915)
- 19 lutego – Constantin Brâncuși, rzeźbiarz rumuński (zm. 1957)
- 24 lutego – Maria Pigłowska, działaczka niepodległościowa, odznaczona Orderem Virtuti Militari (zm. 1942)
- 2 marca – Eugenio Pacelli, włoski duchowny, arcybiskup, kardynał, Sekretarz Stanu Watykanu, Papież Pius XII (zm. 1958)
- 3 marca – Jozafat Kocyłowski, greckokatolicki biskup przemyski, męczennik, błogosławiony katolicki (zm. 1947)
- 4 marca – Dionizy (Waledyński), polski arcybiskup prawosławny, metropolita warszawski i całej Polski (zm. 1960)
- 8 marca – Franco Alfano, kompozytor włoski (zm. 1954)
- 10 marca – Anna Hyatt Huntington, amerykańska rzeźbiarka (zm. 1973)
- 14 marca – Lew Berg, rosyjski biolog i geograf (zm. 1950)
- 21 marca – Walter Tewksbury, amerykański lekkoatleta (zm. 1968)
- 25 marca – Jakub Mortkowicz, polski księgarz i wydawca książek (zm. 1931)
- 26 marca – Wilhelm, książę Albanii (zm. 1945)
- 3 kwietnia – Tomáš Baťa, czeski przemysłowiec, założyciel przedsiębiorstwa Baťa (zm. 1932)
- 18 kwietnia:
  - Nicola Romeo, włoski pionier motoryzacji, twórca przedsiębiorstwa Alfa Romeo (zm. 1938)
  - Zygmunt Seyda, polski prawnik i polityk wicemarszałek Sejmu (zm. 1925)
- 22 kwietnia – Robert Bárány, lekarz austriacki, laureat Nagrody Nobla (zm. 1936)
- 23 kwietnia – Aino Ackté, fińska śpiewaczka operowa, sopran (zm. 1944)
- 26 kwietnia – Maria Teresa Chiramel Mankidiyan, hinduska zakonnica, założycielka Zgromadzenia Świętej Rodziny, błogosławiona katolicka (zm. 1926)
- 29 kwietnia:
  - Maria Balska, polska działaczka narodowa i społeczna (zm. 1943)[4]
  - Zeuditu (amh. ዘውዲቱ), cesarzowa Etiopii (zm. 1930)
- 1 maja – Marian Malinowski, polski polityk, działacz niepodległościowy i socjalistyczny (zm. 1948)
- 3 maja – Jan Maciaszek, polski prawnik, polityk, prezydent Bydgoszczy (zm. 1932)
- 16 maja:
  - Jacques Arbaut, francuski żeglarz, olimpijczyk (zm. 1948)
  - Mykoła Konrad, duchowny greckokatolicki, męczennik, błogosławiony katolicki (zm. 1941)
- 27 maja:
  - Jan Kucharzewski, historyk, premier Królestwa Polskiego, (zm. 1952)
  - Ferdynand Ossendowski, polski pisarz, dziennikarz, podróżnik, antykomunista, nauczyciel akademicki, działacz polityczny (zm. 1945)
- 7 czerwca – Adya van Rees-Dutilh, holenderska artystka tekstylna, malarka i graficzka (zm. 1959)
- 11 czerwca – Alfred Kroeber, amerykański antropolog (zm. 1960)
- 17 czerwca – Edward Anthony Spitzka, amerykański lekarz neurolog i neuroanatom (zm. 1922)
- 21 czerwca – Einar Hvoslef, norweski żeglarz, olimpijczyk (zm. 1931)
- 22 czerwca – Madeleine Vionnet, francuska projektantka mody (zm. 1975)
- 23 czerwca – Christian Jebe, norweski żeglarz, medalista olimpijski (zm. 1946)
- 5 lipca – Anna Haller, polska nauczycielka, siostra generała Józefa Hallera (zm. 1969)
- 8 lipca – Anna Strzelińska, polska szarytka (zm. 1964)
- 17 lipca – Aleksander Majkowski, kaszubski lekarz, działacz i pisarz (zm. 1938)
- 19 lipca – Ignaz Seipel, ksiądz katolicki, kanclerz Austrii (zm. 1932)
- 25 lipca – Maria Komornicka, polska pisarka, tłumaczka i krytyczka literacka (zm. 1949)
- 27 lipca – Zygmunt Batowski, polski historyk sztuki (zm. 1944)
- 7 sierpnia – Mata Hari, holenderska tancerka (zm. 1917)
- 8 sierpnia – Pat McCarran, amerykański polityk, senator ze stanu Nevada (zm. 1954)
- 13 sierpnia – Stanisław Kubski, polski duchowny katolicki, męczennik, błogosławiony (zm. 1942)
- 14 sierpnia – Aleksander I, król Serbii (zm. 1903)
- 15 sierpnia – Helena Vasku, polska literatka, działaczka społeczna (zm. ?)
- 22 sierpnia – Christen Wiese, norweski żeglarz, medalista olimpijski (zm. 1968)
- 4 września – Ilka Grüning, austriacko-amerykańska aktorka (zm. 1964)
- 6 września – Fakunda Margenat, hiszpańska zakonnica, męczennica, błogosławiona katolicka (zm. 1936)
- 7 września – Daniel Brottier, francuski duchacz, misjonarz, błogosławiony katolicki (zm. 1936)
- 12 września – Florent Alpaerts, belgijski kompozytor (zm. 1954)
- 14 września – Stanisław Gałek, polski malarz i rzeźbiarz, projektant kilimów (zm. 1961)
- 13 września – Sherwood Anderson, amerykański pisarz (zm. 1941)
- 18 września:
  - Gustaf Estlander, fiński żeglarz, olimpijczyk (zm. 1930)
  - Otto Krayczyrski, niemiecki duchowny, poseł na Sejm RP (zm. ?)
- 22 września:
  - Franciszek Ibáñez Ibáñez, hiszpański duchowny katolicki, męczennik, błogosławiony (zm. 1936)
  - André Tardieu, francuski polityk, premier Francji (zm. 1945)
- 1 października – Franciszek Lisowski, polski duchowny katolicki, biskup tarnowski (zm. 1939)
- 2 października – Gabriel Czechowicz, polski polityk, prawnik i ekonomista (zm. 1938)
- 6 października – Jan Bułhak, polski artysta fotografik (zm. 1950)
- 14 października – Jules Bonnot, francuski anarchista (zm. 1912)
- 15 października – Zofia Ximénez Ximénez, hiszpańska działaczka Akcji Katolickiej, męczennica, błogosławiona katolicka (zm. 1936)
- 16 października:
  - Gaston Thubé, francuski żeglarz, medalista olimpijski (zm. 1974)
  - Jan Kanty Noryśkiewicz, polski duchowny katolicki, urzędnik, działacz narodowy, oświatowy, społecznik (zm. 1961)
- 18 października – Charles Van Den Bussche, belgijski żeglarz, medalista olimpijski (zm. 1958)
- 19 października – Wołodymyr Zahajkewycz, ukraiński działacz i polityk, wicemarszałek Sejmu (zm. 1949)
- 20 października – Alexandre Pharamond, francuski rugbysta, medalista olimpijski (zm. 1953)
- 22 października – Róża Czacka, polska zakonnica, założycielka Towarzystwa Opieki nad Ociemniałymi (zm. 1961)
- 26 października – Edward O’Rourke, polski duchowny katolicki, biskup gdański (zm. 1943)
- 31 października – Natalie Clifford Barney, amerykańska poetka, pamiętnikarka i autorka epigramatów (zm. 1972)
- 7 listopada – Paweł Meléndez Gonzalo, hiszpański prawnik i dziennikarz, męczennik, błogosławiony katolicki (zm. 1936)
- 9 listopada – Hideyo Noguchi (jap. 野口英世), japoński bakteriolog (zm. 1928)
- 15 listopada – Anna de Noailles, francuska poetka i pisarka pochodzenia rumuńskiego, inicjatorka Prix Femina (zm. 1933)
- 21 listopada – Helena Zborowska, polska pisarka (zm. 1943)
- 23 listopada – Manuel de Falla, hiszpański kompozytor (zm. 1946)
- 24 listopada – Walter Burley Griffin, amerykański architekt i architekt krajobrazu (zm. 1937)
- 26 listopada:
  - Willis Carrier, amerykański inżynier, nazywany ojcem współczesnej klimatyzacji (zm. 1950)
  - Nela Samotyhowa, polska nauczycielka i działaczka społeczna (zm. 1966)
- 28 listopada – Władysław Szaynok, polski przedsiębiorca (zm. 1928)
- 29 listopada – Nellie Tayloe Ross, amerykańska polityk, gubernator Wyoming (zm. 1977)
- 8 grudnia – Jan Østervold, norweski żeglarz, medalista olimpijski (zm. 1945)
- 11 grudnia:
  - Raymond Bauwens, belgijski żeglarz, olimpijczyk (zm. ?)
  - Léon Huybrechts, belgijski żeglarz, medalista olimpijski (zm. 1956)
  - Mieczysław Karłowicz, polski kompozytor, dyrygent (zm. 1909)
- 12 grudnia – Karol Stabik, polski rolnik, działacz narodowy i społeczny (zm. 1938)[5]
- 16 grudnia – Amy Carmichael, irlandzka, protestancka misjonarka (zm. 1951)
- 20 grudnia – Walter Adams, amerykański astrofizyk (zm. 1956)
- 23 grudnia:
  - Stevan Aleksić, serbski malarz (zm. 1923)
  - Henri Rouvière, francuski lekarz, anatom (zm. 1952)
- 25 grudnia – Adolf Windaus, niemiecki biochemik, twórca modelu cholesterolu, laureat Nagrody Nobla (zm. 1959)
- 29 grudnia – Pau Casals, kataloński wiolonczelista, kompozytor, dyrygent (zm. 1973)
- 31 grudnia – Erwin Hintze, niemiecki historyk sztuki, muzealnik (zm. 1931)

data dzienna nieznana: 
- Johann Breuer, spiskoniemiecki taternik, przewodnik i ratownik tatrzański (zm. 1924)
- Francis Henry Wilson, brytyjski rugbysta, medalista olimpijski (zm. ?)

## Zmarli
- 7 stycznia – Maria Teresa Haze, belgijska zakonnica, założycielka Zgromadzenia Córek od Krzyża, błogosławiona katolicka (ur. 1782)
- 10 lutego – Józef Czech, polski księgarz, prowadził drukarnię w Krakowie (ur. 1806)
- 25 lutego:
  - Michał Belina-Czechowski, polski pastor i prekursor adwentyzmu w Europie, działacz niepodległościowy (ur. 1818)
  - Seweryn Goszczyński, polski poeta i działacz niepodległościowy (ur. 1801)
- 6 marca – Władysław Gruszecki, polski prawnik i ekonomista, członek Rady Stanu Królestwa Polskiego (ur. 1812)
- 24 maja – Georgi Benkowski (bułg. Гаврил Груев Хлътев), bułgarski działacz niepodległościowy, jeden z organizatorów i przywódców powstania kwietniowego.
- 1 czerwca – Christo Botew (bułg. Христо Ботев), bułgarski poeta, wieszcz narodowy (ur. 1848)
- 4 czerwca – Abdülaziz, sułtan turecki[6] (ur. 1830)
- 8 czerwca – George Sand, francuska pisarka, wielka miłość Fryderyka Chopina (ur. 1804)
- 21 czerwca – Antonio López de Santa Anna, meksykański polityk, prezydent (ur. 1794)
- 27 czerwca – Christian Gottfried Ehrenberg, niemiecki lekarz, przyrodnik i podróżnik (ur. 1795)
- 1 lipca – Michaił Bakunin (ros. Михаи́л Алекса́ндрович Баку́нин), rosyjski anarchista, twórca anarchokolektywizmu (ur. 1814)
- 15 lipca – Aleksander Fredro, polski komediopisarz, pamiętnikarz i poeta (ur. 1793)
- 2 sierpnia – Dziki Bill Hickok, amerykański szeryf i rewolwerowiec (ur. 1837)
- 16 sierpnia – Carl Bergmann, amerykański dyrygent i wiolonczelista (ur. 1821)
- 19 sierpnia – George Smith, brytyjski asyrolog (ur. 1840)
- 6 września – Józef Szermentowski, polski malarz (ur. 1833)
- 30 września – Fryderyk Albert, włoski duchowny katolicki, błogosławiony (ur. 1820)
- 1 października – James Lick, amerykański stolarz, budowniczy fortepianów, inwestor, milioner, filantrop, sponsor nauki (ur. 1796)
- 30 października – Aleksander Czekanowski, polski podróżnik i geolog, badacz Syberii Środkowej (ur. 1833)
- 4 listopada – Teresa Manganiello, włoska błogosławiona katolicka (ur. 1849)
- 28 listopada – Karl Ernst von Baer (ros. Карл Эрнст фон Бэр), rosyjski biolog i geograf pochodzenia niemieckiego (ur. 1792)
- 14 grudnia – Franciszka Schervier, niemiecka zakonnica, błogosławiona (ur. 1819)
- 25 grudnia – Narcyza Żmichowska, powieściopisarka i poetka, uważana za jedną z prekursorek feminizmu w Polsce (ur. 1819)

## Zdarzenia astronomiczne
- W tym roku Słońce osiągnęło lokalne maksimum aktywności.

## Święta ruchome
- Tłusty czwartek: 24 lutego
- Ostatki: 29 lutego
- Popielec: 1 marca
- Niedziela Palmowa: 9 kwietnia
- Wielki Czwartek: 13 kwietnia
- Wielki Piątek: 14 kwietnia
- Wielka Sobota: 15 kwietnia
- Wielkanoc: 16 kwietnia
- Poniedziałek Wielkanocny: 17 kwietnia
- Wniebowstąpienie Pańskie: 25 maja
- Zesłanie Ducha Świętego: 4 czerwca
- Boże Ciało: 15 czerwca